# 仁川興国生命ピンクスパイダーズ
仁川興国生命ピンクスパイダーズ（インチョン・フングクせいめいピンクスパイダーズ、韓国語: 인천 흥국생명 핑크스파이더스）は、韓国・仁川広域市を本拠地とする女子バレーボールチーム。

## 歴史
1971年、興国生命保険の子会社であるテグァン（泰光）産業が紡織会社・同一紡織のバレーボールチームを引き継いで創設、1991年から興国生命の所属になった。本拠地は仁川広域市で桂陽体育館をホームアリーナとして使用している。
2005/06シーズンの国内リーグで初優勝。翌年のリーグで連覇を果たした。これまでにVリーグでリーグ優勝3回を飾り、2009年日韓Vリーグトップマッチで初優勝した。2018/19シーズンの国内リーグで10年ぶりに優勝した。
2013/14シーズンにスポンサード企業のフィラがデザインしたミニスカート式のユニフォームを採用して話題となった。

## 主な成績
韓国Vリーグ
- 優勝：4回（2005-2006、2006-2007、2008-2009、2018-2019）
- 準優勝：4回（2007-2008、2010-2011、2016-2017、2020-2021）

KOVOカップ
- 優勝：1回（2010年）
- 準優勝：1回（2020年）

日韓Vリーグトップマッチ
- 優勝：1回（2009年）
- 3位：2回（2006年、2007年）

## 歴代所属選手
- キム・ヨンギョン (2005−2009、2020-)
- ハン・ソンイ (2008−2011)
- ファン・ヨンジュ (2005−2010)
- イ・ヒョヒ（2007-2010）
- キム・サニ (2010−2013)
- チョン・ミンジョン（2003-2012）
- ク・ギラン (1996−2008)
- キム・セヨン（2018-2021）
- キム・ヘラン（2017-）
- キム・スジ（2014-2017、2023-）
- ナ・ヘウォン（2011-2013）
- キャサリン・ウィルキンス（2006-2007）
- カリーナ・オカシオ (2008−2010)
- ミア・イエルコフ（2010-2012）
- エリツァ・バシレバ (2013−2014)
- レイチェル・ローク (2014−2015)
- テイラー・シンプソン（2015-2016、2017-2018）
- タビサ・ラブ（2016-2017）
- ベレニカ・トムシャ（2018-2019）
- ルシア・フレスコ（2019-2021）
- キャサリン・ベル（2021-2022）
- イェレナ・ムラジェノビッチ（2022-2024）
- 東谷玲衣奈（2023-2024）
- アニリセ・フィッジ（2024-）
- トゥトゥク・ブルク・ユズゲンチ（2024-）